# اویاندیکوو
اویاندیکوو (انگلیسی: Uyandykovo) یک شهرک در شهرستان ایلیشفسکی استان باشقیرستان کشور روسیه است.